# Karina Lorentzen
Karina Lorentzen Dehnhardt (født 26. oktober 1973 i Kolding) er folketingsmedlem valgt for Socialistisk Folkeparti i Sydjyllands Storkreds i perioden 2007 - 2015 og igen fra 2019.

## Biografi
Karina Lorentzen Dehnhardt blev født den 26. oktober 1973 i Kolding. Hun er datter af Hans Per Lorentzen og serviceassistent Jette Lorentzen.
Karina Lorentzen Dehnhardt har en uddannelse fra Kolding Købmandsskole (1993) og er akademiøkonom med speciale i østeuropæisk handel fra Esbjerg Business College (1997). Hun blev uddannet folkeskolelærer fra Haderslev Lærerseminarium i 2002 og har arbejdet på Ålykkeskolen i Kolding fra 2003 til 2007. Hun arbejdede som kommunikationskonsulent i Dansk Fjernvarme fra 2015-2019 hvor hun igen blev valgt ind i Folketinget 
Karina er gift med Brian Dehnhardt.

## Politik
Karina Lorentzen Dehnhardt har været medlem i Socialistisk Folkeparti siden 2004 og har været næstformand for partiets afdeling i Kolding. Hun blev valgt ind ved folketingsvalget 2007 for Socialistisk Folkeparti i Kolding Nordkredsen og igen ved valget i 2011.
Karina blev først partiets familieretsordfører og senere retspolitisk ordfører. I 2010 blev hun valgt som partiets spidskandidat til det kommende folketingsvalg i Sydjyllands Storkreds. Hun fik siden posten som formand for Retsudvalget og blev desuden retspolitisk ordfører, integrations- og indfødsretsordfører, udlændingeordfører og forbrugerordfører.
Karina Lorentzen Dehnhardt var opstillet ved Folketingsvalget 2015, men opnåede ikke nok stemmer til at genvinde sit mandat.
Karina opstillede som en af SF's spidskandidater ved kommunalvalget i Kolding Kommune i 2017. Karina fik 2.315 personlige stemmer, hvilket sikrede hende et af SF's 2 mandater i Kolding Byråd.
Ved folketingsvalget i 2019 blev Karina Lorentzen Dehnhardt igen valgt til Folketinget.